# 시트로엥 DS9
시트로엥 DS9(프랑스어: Citroën DS 9)은 DS 오토모빌에서 2020년에 선보인 이그제큐티브 카로, 유럽과 아시아 모두에 판매되는 회사의 첫 번째 차량이지만 중국에서만 조립되고 있다.